# Te Vaka
Te Vaka (Каноэ) — океаническая музыкальная группа, исполняющая оригинальную современную тихоокеанскую музыку или «South Pacific Fusion». Группа была основана в 1995 году певицей и автором песен Опетайей Фоаи в Новой Зеландии. Они постоянно гастролируют по миру с 1997 года и завоевали ряд наград, в том числе награду «Лучший тихоокеанский музыкальный альбом» от New Zealand Music Awards за альбомы Tutuki (2004) и Olatia (2007) и «Лучшая тихоокеанская группа» в 2008 Pacific Music Awards. По данным BBC, это «самая успешная группа в мире, исполняющая оригинальную современную тихоокеанскую музыку».

## Дискография
Студийные альбомы
- 1997 Te Vaka
- 1999 Ki Mua
- 2002 Nukukehe
- 2004 Tutuki
- 2007 Olatia
- 2009 Haoloto
- 2011 Havili
- 2015 Amataga

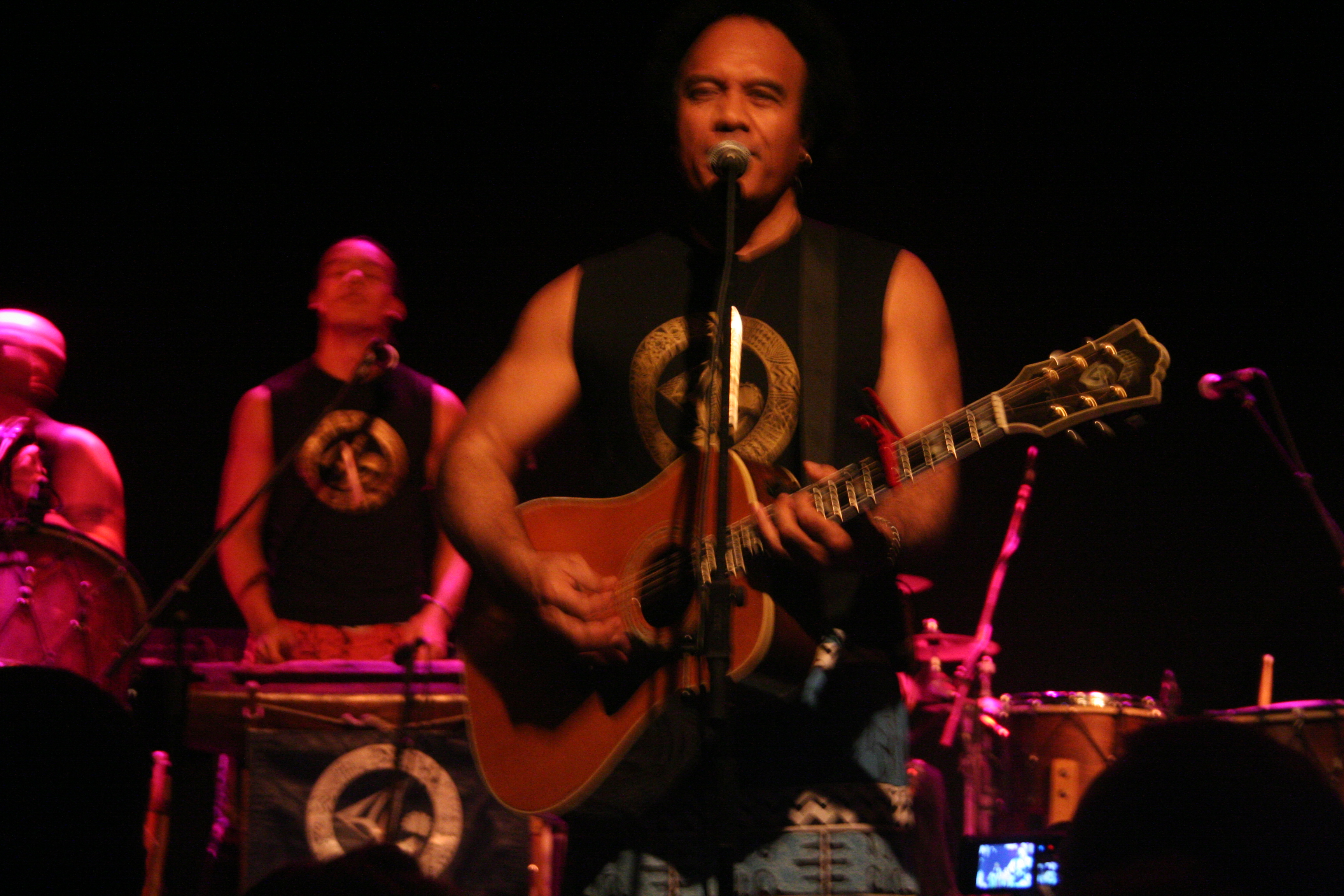
Участники группы.

- 2017 Te Vaka Beats: Percussion Album Vol. 1
- 2020 Te Vaka Beats Vol. 2

Сборники
- 2017 Greatest Hits: Songs That Inspired Moana

DVD
- 2003 Live at Apia Park
- 2007 Live in Concert 2006[3]

Синглы
- "Lakalaka"